# Folkstone
Folkstone (auch FolkStone geschrieben) ist eine italienische Folk-Metal-Band aus Bergamo.

## Bandgeschichte
Die Band wurde 2005 von Lorenzo, Ferro und Forese, die alte Melodien mit Metal verbinden wollten, gegründet. Zu Beginn spielten Lorenzo und sein Freund Teo Baghèt, die typische Bergamoer Sackpfeife, stiegen dann aber auf den mittelalterlichen Dudelsack um. Nach einem Demo (Briganti di Montagna, 2007) erschien 2008 das selbstbetitelte Debütalbum der Gruppe auf dem Label Fuel Records. Mit Elisabetta „Becky“ Rossi von Furor Gallico stieg zusätzlich eine Harfenspielerin ein. Es folgten bis 2009 Auftritte in ganz Europa, unter anderem auf dem Wave-Gotik-Treffen und diversen Festivals der Mittelalter-Rockszene. Danach verließ Davide „Ghera“ Gherardi die Band und wurde durch Luca ersetzt. Gegen Ende des Jahres veröffentlicht die Band das Album Damnati ad Metalla. Danach verließ Rossi die Band wieder, um sich auf Furor Gallico zu konzentrieren. Für sie kam Clara.
2023 veröffentlichten sie erneut eine Single (Macerie) und gingen auf Tour.

## Musikstil
Das Bestreben der Gruppe ist es, die Musik der Mittelalterszene mit Metal zu kombinieren. Folk Stone fanden ihre Inspiration in Bands wie In Extremo, Corvus Corax und Schelmish. Im Gegensatz zu Bands wie In Extremo sind die mittelalterlichen und folkloristischen Einflüsse wesentlich ausgeprägter. Jedoch unterscheidet sich die Band nur durch ihre italienischen Texte vom Gros der übrigen Mittelalter-Rockszene.  Neben dieser etwas härteren Ausrichtungen treten Folk Stone auch mit kleinerem Line-up als Akustikband auf und verzichten dabei auf ihre Metal-Einflüsse.

## Diskografie
- 2007: Briganti Di Montagna (Demo)
- 2008: Folk Stone
- 2010: Damnati ad Metalla
- 2011: Sgangogatt
- 2012: Il Confine
- 2014: Oltre... l'Abisso
- 2016: Diario di un ultimo